# Oude Kerk van Welling
De Oude Kerk (Duits: Alte Kirche) van Welling, een plaats in de Duitse deelstaat Rijnland-Palts die deel uitmaakt van de Landkreis Mayen-Koblenz, werd in het midden van de 13e eeuw opgericht. Sinds 1983 is het een beschermd monument.

## Geschiedenis

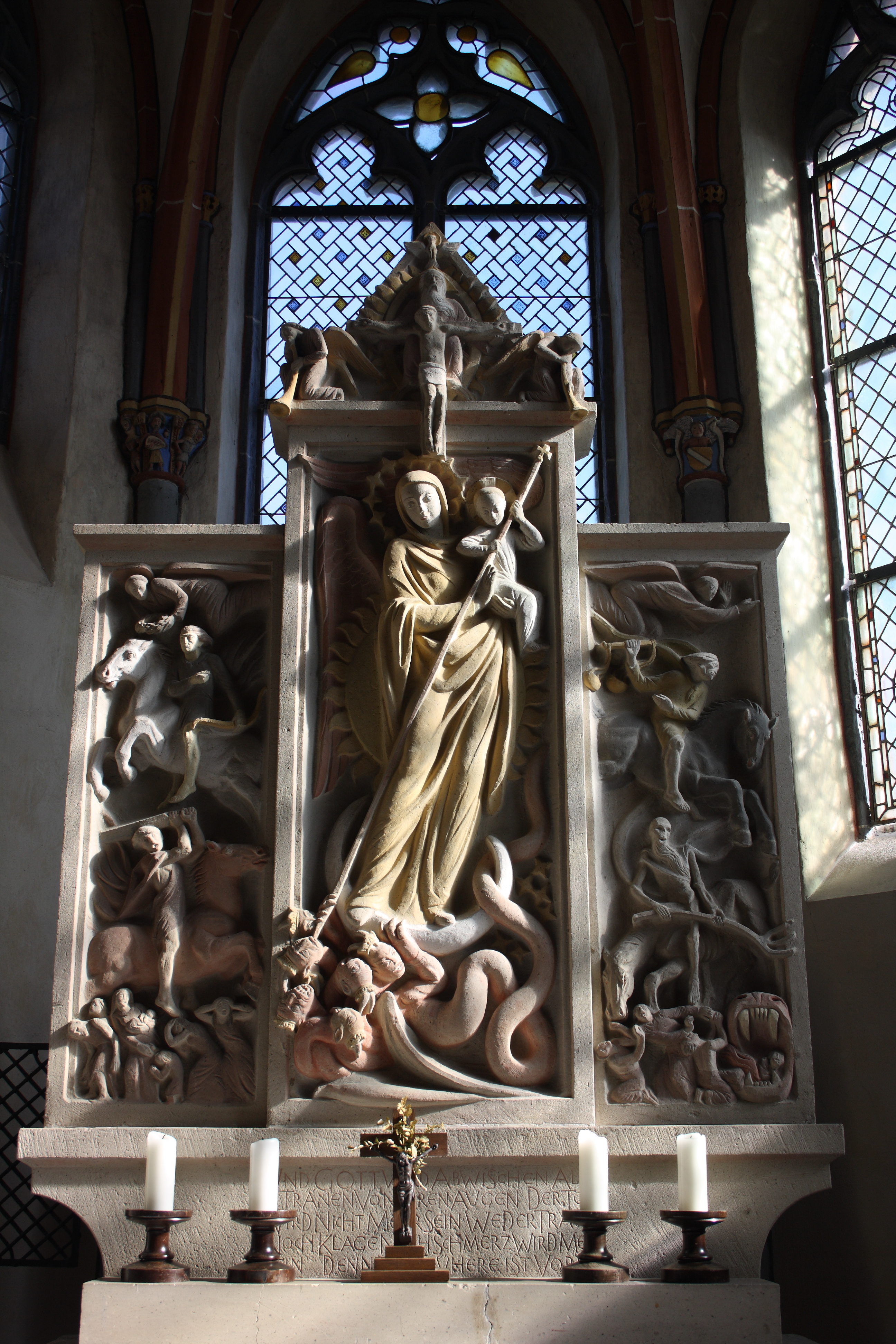
Altaar

De kerk was een romaans bouwwerk met een westelijke toren op een vierkant oppervlak. Het kerkschip was voorzien van twee middenpijlers en waarschijnlijk een vlakke houten zoldering.
Tot de dag van vandaag bleven van de Oude Kerk de mogelijk nog voor de 13e eeuw gebouwde toren en het gotische koor bewaard. Na de nieuwbouw van de huidige parochiekerk werd het tussen het koor en de toren gelegen kerkschip gesloopt. Sinds 1943 wordt het koor gebruikt als kapel ter nagedachtenis van de gevallenen in de oorlog.

## Beschrijving
Het koor werd in het midden van de 15e eeuw in gotische stijl verbouwd. De laatgotische gewelven van het koor rusten op slanke hoekzuilen met kapitelen die zijn versierd met figuurlijke en florale decoraties. De sluitstenen tonen de wapens van de bouwers: aartsbisschop Jacob I van Sierk en graaf Ruprecht van Virneburg. Aan de noordzijde van het koor bevinden zich resten van muurschilderingen; ze stellen het motief van Gregoriusmis voor. De mensa van het altaar met de resten van een barokke altaaropzet stamt uit de 15e eeuw. In 1943 werd er op het altaar een opzet met de voorstelling van de vier ruiters van de Apocalyps geplaatst. Op de linker zijde bevindt zich een sacramentsnis en het doopvont uit de 17e eeuw.

## Kapitelen

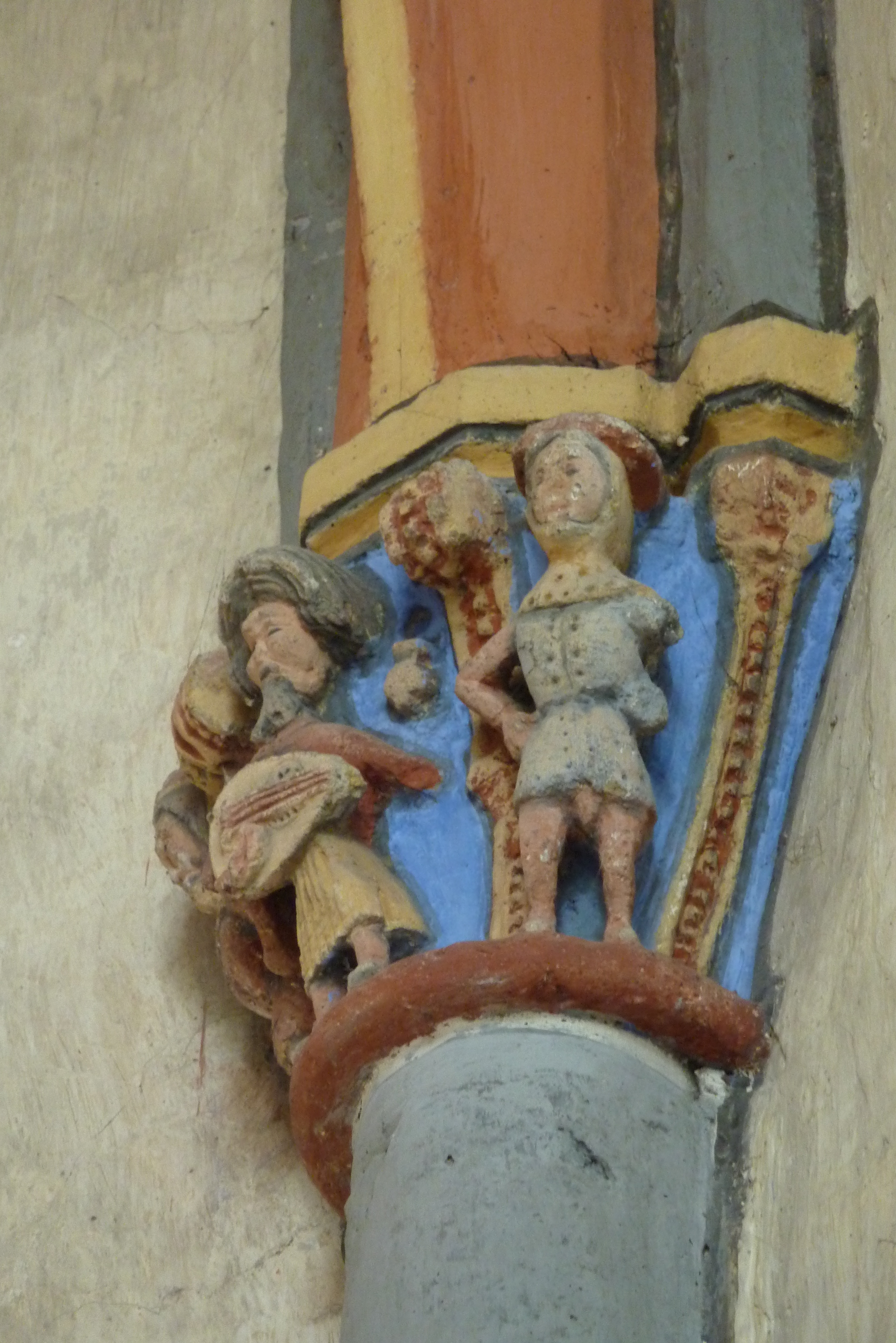
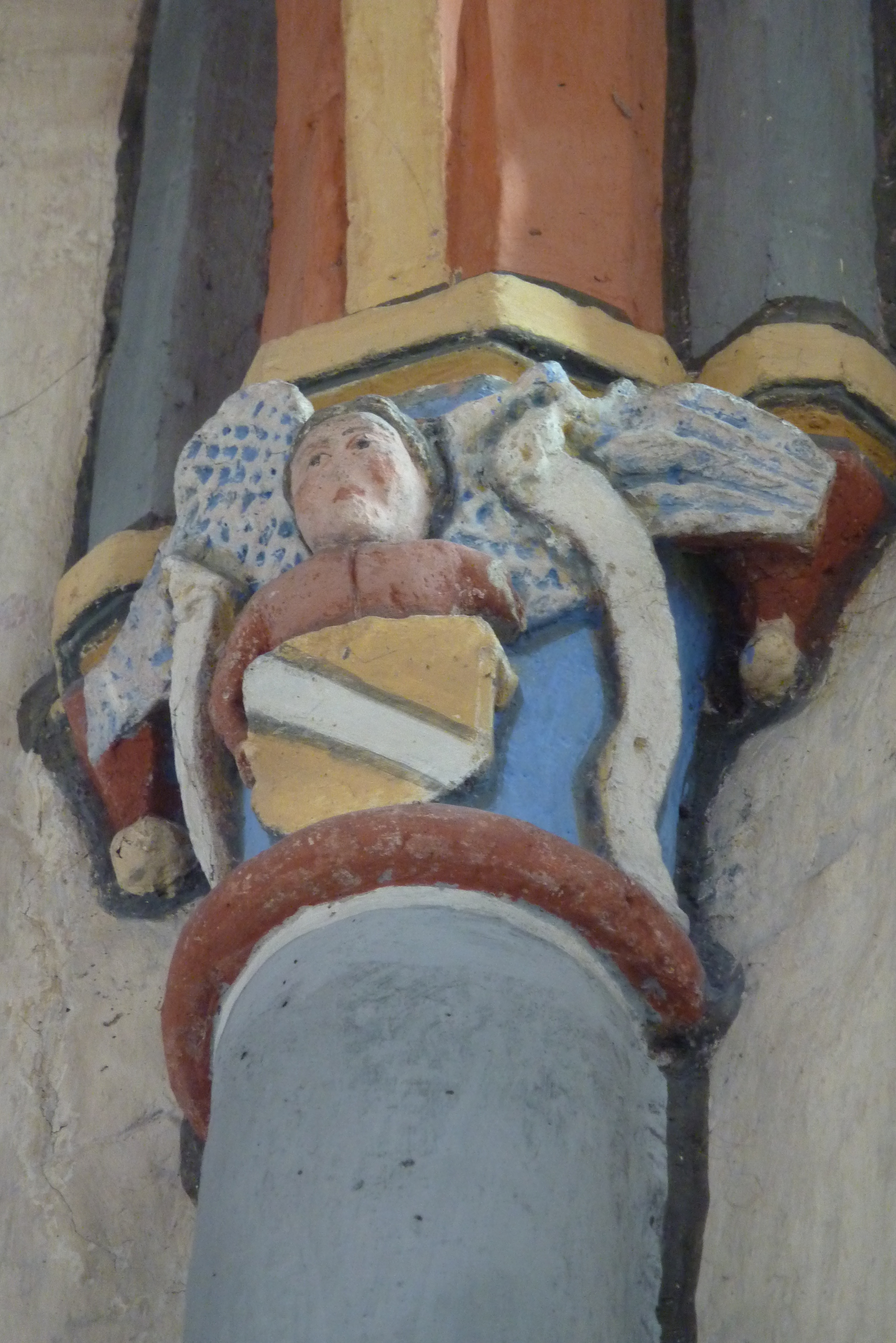
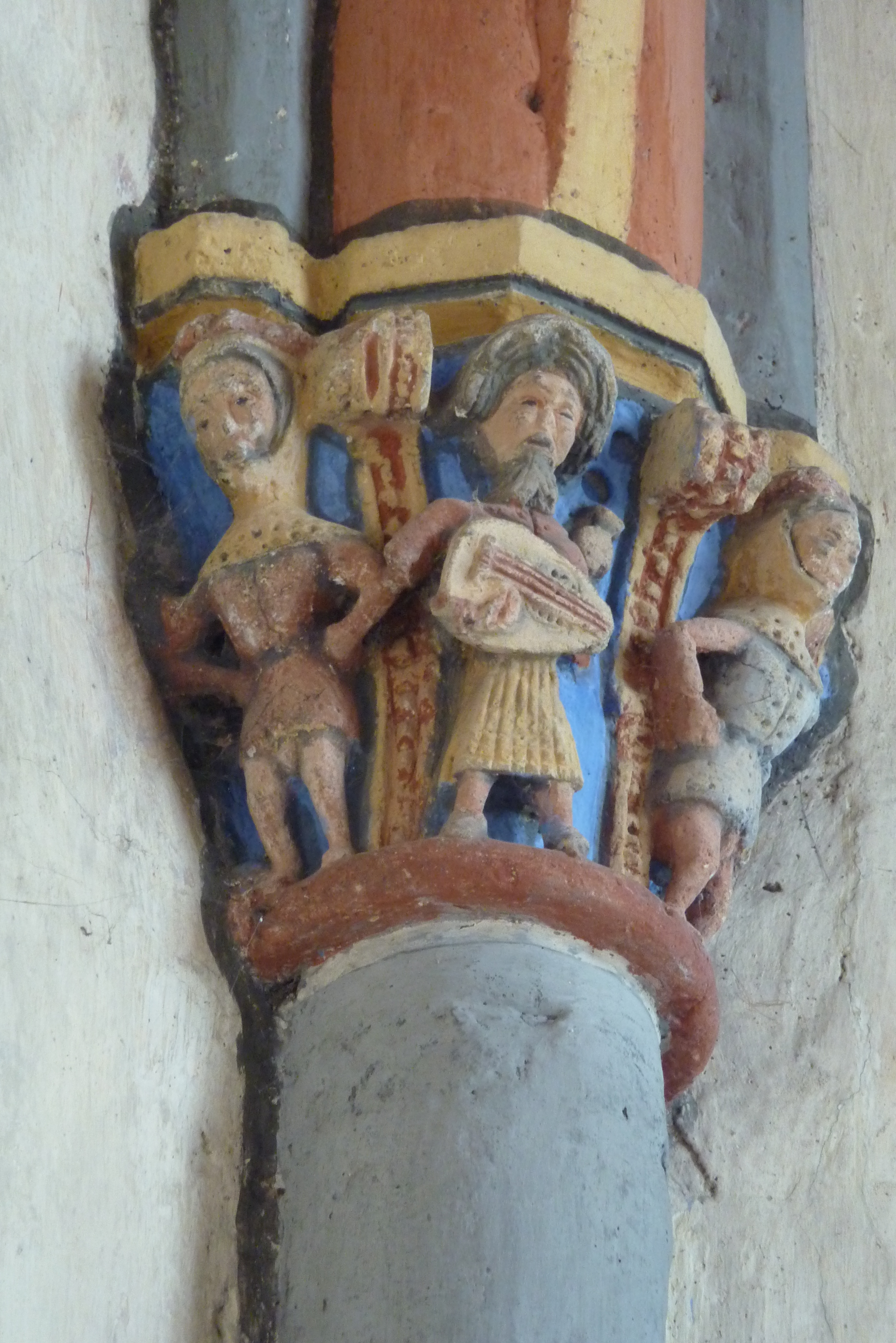
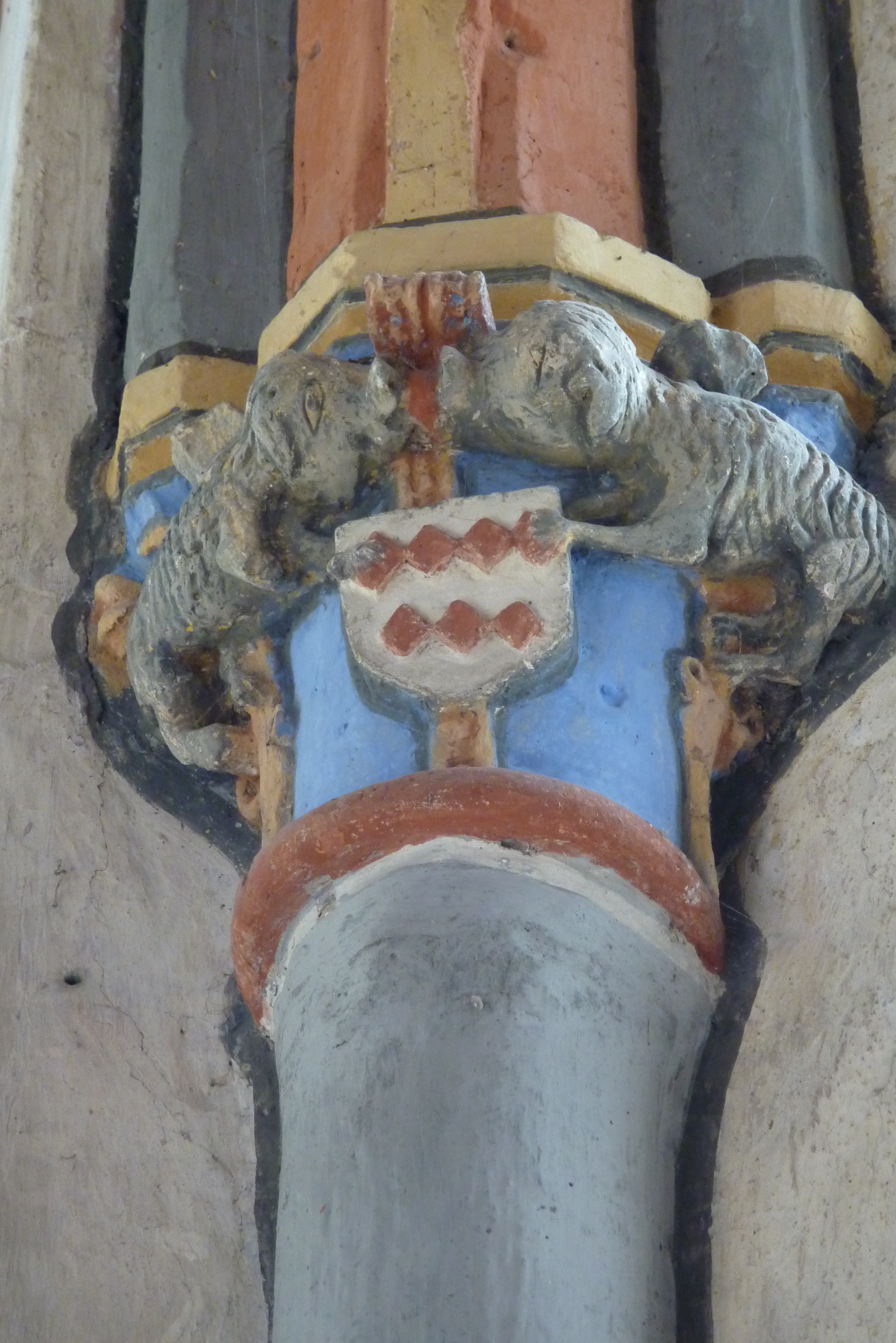
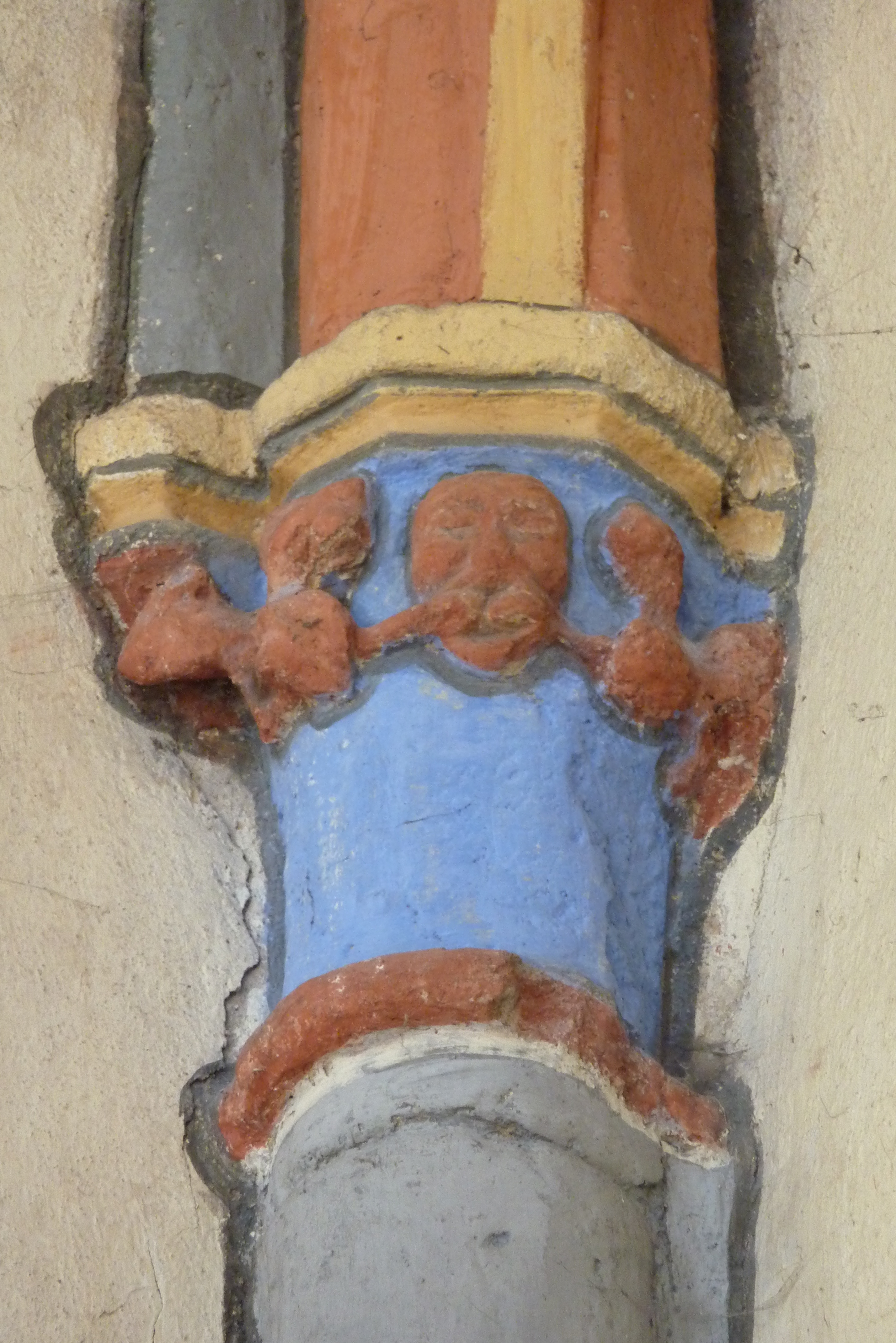